# Scarlett Mew Jensen
Scarlett Mew Jensen (n. 31 decembrie 2001, Greater London, Anglia, Regatul Unit) este o săritoare în apă ce a reprezentat Regatul Unit al Marii Britanii și al Irlandei de Nord, medaliată olimpică. A participat la 2 ediții ale Jocurilor Olimpice (2020, 2024) în care a câștigat o medalie de bronz.